# Waitzia corymbosa
Waitzia corymbosa là một loài thực vật có hoa trong họ Cúc. Loài này được J.C.Wendl. miêu tả khoa học đầu tiên năm 1808.